# 梅里特·普塔撞击坑
梅里特·普塔（英語：Merit Ptah）是金星上的一个撞击坑，以纪念古埃及主要女医师梅里特·普塔。